# Verbandsgemeinde Kastellaun
Die Verbandsgemeinde Kastellaun ist eine Gebietskörperschaft im Rhein-Hunsrück-Kreis in Rheinland-Pfalz. Der Verbandsgemeinde gehören die Stadt Kastellaun sowie 18 weitere Ortsgemeinden an, der Verwaltungssitz ist in der namensgebenden Stadt Kastellaun.

## Verbandsangehörige Gemeinden
| Ortsgemeinde, Stadt         | Fläche (km²) | Einwohner |
| --------------------------- | ------------ | --------- |
| Alterkülz                   | 7,58         | 383       |
| Bell (Hunsrück)             | 23,53        | 1.463     |
| Beltheim                    | 24,85        | 1.963     |
| Braunshorn                  | 6,98         | 675       |
| Buch                        | 13,45        | 852       |
| Dommershausen               | 24,70        | 1.097     |
| Gödenroth                   | 6,82         | 466       |
| Hasselbach                  | 4,79         | 230       |
| Hollnich                    | 2,27         | 316       |
| Kastellaun, Stadt           | 8,47         | 5.759     |
| Korweiler                   | 2,43         | 78        |
| Lahr                        | 3,60         | 163       |
| Mastershausen               | 11,83        | 979       |
| Michelbach                  | 2,39         | 208       |
| Mörsdorf                    | 17,37        | 609       |
| Roth                        | 3,87         | 260       |
| Spesenroth                  | 3,51         | 153       |
| Uhler                       | 5,58         | 349       |
| Zilshausen                  | 6,63         | 271       |
| Verbandsgemeinde Kastellaun | 180,66       | 16.274    |

(Einwohner am 31. Dezember 2023)

## Geschichte
Die Verbandsgemeinde Kastellaun ist im Rahmen der in der zweiten Hälfte der 1960er und Anfang der 1970er Jahre durchgeführten rheinland-pfälzischen Funktional- und Gebietsreform aus dem seit 1927 bestehenden Amt Kastellaun entstanden. Zum 1. Oktober 1968 wurden bezüglich der Verbandsgemeinden aufgrund des „Landesgesetzes zur Änderung kommunalverfassungsrechtlicher Vorschriften und zur Vorbereitung der Neugliederung von Gemeinden“ vom 16. Juli 1968 alle 132 Ämter in den Regierungsbezirken Koblenz und Trier, darunter das Amt Kastellaun, in Verbandsgemeinden umgewandelt.
Im Zusammenhang mit der rheinland-pfälzischen Kommunal- und Verwaltungsreform von 2010 wurden per Landesgesetz vom 22. November 2013 zum 1. Juli 2014 aus der gleichzeitig aufgelösten Verbandsgemeinde Treis-Karden (Landkreis Cochem-Zell) die Ortsgemeinden Lahr, Mörsdorf und Zilshausen in die Verbandsgemeinde Kastellaun eingegliedert.

## Bevölkerungsentwicklung
Die Entwicklung der Einwohnerzahl bezogen auf das heutige Gebiet der Verbandsgemeinde Kastellaun; die Werte von 1871 bis 1987 beruhen auf Volkszählungen:
| Jahr | Einwohner |
| 1815 | 8.737     |
| 1835 | 11.106    |
| 1871 | 11.721    |
| 1905 | 12.218    |
| 1939 | 12.182    |
| 1950 | 12.755    |

| Jahr | Einwohner |
| 1961 | 11.918    |
| 1970 | 13.422    |
| 1987 | 13.839    |
| 1997 | 16.098    |
| 2005 | 16.348    |
| 2023 | 16.274    |

## Verbandsgemeinderat
Der Verbandsgemeinderat Kastellaun besteht aus 32 ehrenamtlichen Ratsmitgliedern, die bei der Kommunalwahl am 9. Juni 2024 in einer personalisierten Verhältniswahl gewählt wurden, und dem hauptamtlichen Bürgermeister als Vorsitzendem.
Die Sitzverteilung im Verbandsgemeinderat:
| Wahl | SPD | CDU | GRÜNE | FDP | FWG | Gesamt   |
| ---- | --- | --- | ----- | --- | --- | -------- |
| 2024 | 6   | 11  | 2     | 2   | 11  | 32 Sitze |
| 2019 | 8   | 12  | 4     | 2   | 6   | 32 Sitze |
| 2014 | 10  | 13  | 2     | 1   | 6   | 32 Sitze |
| 2009 | 11  | 13  | –     | 2   | 6   | 32 Sitze |
| 2004 | 10  | 15  | 2     | –   | 5   | 32 Sitze |

- FWG = Freie Wählergruppe Region Kastellaun

## Bürgermeister
Hauptamtlicher Bürgermeister der Verbandsgemeinde Kastellaun ist Christian Keimer. Bei der Stichwahl am 8. Juni 2014 wurde er mit einem Stimmenanteil von 66,7 % gewählt, nachdem bei der Direktwahl am 25. Mai 2014 keiner der ursprünglich vier Bewerber eine ausreichende Mehrheit erreicht hatte. Keimer ist damit Nachfolger von Marlon Bröhr, der das Amt seit 2007 ausgeübt hatte. Bei der Direktwahl am 16. Januar 2022 wurde Christian Keimer mit einem Stimmenanteil von 81,14 % für weitere acht Jahre im Amt bestätigt.